# Frank B. Morrison
Frank Brenner Morrison, né le 20 mai 1905 et mort le 19 avril 2004, est un homme politique démocrate américain. Il est le 31e gouverneur du Nebraska entre 1961 et 1967.

## Sources
- (en) Cet article est partiellement ou en totalité issu de l’article de Wikipédia en anglais intitulé « Frank B. Morrison » (voir la liste des auteurs).